# Ilisaine Karen David
Ilisaine Karen David, detta Zaine (Jundiaí, 17 dicembre 1977), è un'ex cestista brasiliana.

## Palmarès
- Campionato italiano: 2
Taranto Cras Basket: 2008-09; 2009-10
- Supercoppa italiana: 1
Taranto Cras Basket: 2009